# Macauischer Eissportverband
Der Macauische Eissportverband (englisch Macau Ice Sports Federation; portugiesisch Associação Geral de Desportos sobre o Gelo de Macau) ist der nationale Eishockeyverband Macaus. 

## Geschichte
Der Verband wurde am 12. Mai 2005 in die Internationale Eishockey-Föderation aufgenommen. Der Verband gehört zu den assoziierten Mitgliedern der IIHF und hat daher in deren Vollversammlung kein Stimmrecht. Aktueller Präsident ist Andrew Chan Chak Mo. 
Der Verband kümmert sich überwiegend um die Durchführung der Spiele der macauischen Eishockeynationalmannschaft sowie der Frauen-Nationalmannschaft. 